# Сканцони фон Лихтенфельс, Фридрих Вильгельм
Фридрих Вильгельм Сканцони фон Лихтенфельс (нем. Friedrich Wilhelm Scanzoni von Lichtenfels; 21 декабря 1821, Прага — 12 июня 1891, замок Циннеберг под Глонном) — немецкий гинеколог.
В 1850—1888 гг. глава кафедры родовспоможения в Вюрцбургском университете; после его ухода кафедру возглавил Макс Гофмейер.
Автор фундаментального и переведённого на многие языки «Руководства к акушерской клинике» (нем. Lehrbuch für Geburtshilfe; 1857) и других трудов. Был близок с Рудольфом Вирховом и способствовал его назначению на кафедру патологоанатомии того же университета. В числе других учёных старшего поколения выступил против открытий Земмельвайса, объясняя возникновение родильной горячки атмосферными причинами.